# Sofia Open 2021
Sofia Open 2021 — тенісний турнір, що проходив на кортах з твердим покриттям у місті Софія, Болгарія з 27 вересня. Належав до категорії ATP 250.

## Фінальна частина

### Одиночний розряд
Яннік Сіннер —  Гаель Монфіс 6–3, 6–4

### Парний розряд
Джонні О'Мара /  Кен Скупскі —  Олівер Марах /  Філіпп Освальд 6–3, 6–4